# PreStar
『PreStar』（プリスター）は、インターネット放送局｢itv24.com｣で、2004年5月から2006年2月にかけて配信していたインターネットテレビ番組である。

## 番組概要
- 声優の中村繪里子と今井麻美が司会となり、番組視聴者からの手紙、メール、チャットなどを交えながら進行するトーク番組である。
  - コーナーこそあるが、基本は2人の会話と雰囲気を楽しむ番組。番組中の飲食、飲酒は当たり前で、段取り通り進行することこそ稀な、いわゆる「グダグダ」なノリで進行する。
  - 中村と今井は私生活でも仲が良く、番組中ではともすればガールズラブを連想させるほどのスキンシップがときおり見受けられた。ちなみに2人の仲の良さは当時のファンも知っており、番組開始前の公式ホームページで司会が「中村麻美」となっていたのを「ビックリしましたよ。とうとうお二人が結婚されたのかと」と初のおたよりでつっこまれていた。
  - 中村と今井のほかに、番組ディレクターが｢MOS王子｣と名づけられた人形をモニター越しに操り、声による出演（視聴者のプレゼントやおたよりの受け渡しなどで手を出すこともある）で暴走しがちな2人をフォローしている。人形の原型は『それいけ!アンパンマン』に登場するロールパンナで、初登場時にモスバーガーの紙袋に手を加えた帽子をかぶっていたためMOS王子と名づけられた。設定上では、中村と今井はMOS王子のメイドということになっていた。
  - 中村と今井のユニット名は、視聴者より募集した中から「A.I.E.N（エイエン）」に決定した。「永遠に輝いてほしい」という意味と「Asami Imai,Eriko Nakamura」の頭文字をかけたものである。ユニット名の候補には「Air」「プリモメイドサービス」などもあった。
  - 下田麻美、佐久間紅美、落合祐里香（現・長谷優里奈→友利花）など、2人と交流のあるゲストが呼ばれることもあった。
- 配信は毎週月曜日22:00 - で、月額1,000円の視聴料による有料配信。翌日以降にオンデマンド配信による再配信があった。
  - OP曲（生配信時のみ）は『Happy PreStar』、ED曲は『螺旋回廊』。『Happy PreStar』の作詞は今井、『螺旋回廊』の作詞は中村である。
  - 視聴者は生配信中にチャットルームに参加することができる。そこでの会話が番組中に拾われることもしばしばあった。また、番組終了時にはチャットルーム参加者のハンドルネームが全員分読み上げられ、それぞれに感謝の言葉が2人から付け加えられていた。チャット初参加の視聴者の場合は「はじめまして」が付け加えられた。
  - 本編とは別に、本編終了後のトークなどを収録した増刊号がその週の日曜日に配信されていた。こちらは無料配信でオンデマンドのみ。
- 『PreStar』というタイトルは「プリンセス」と「スター」を合わせた造語として中村が考案した。ただし、スペルからはプリンセスが想像しにくく、「スター(Star)になる前(Pre)＝これからスターを目指す」という意味だと思われがちであった。
- 司会の2人がともにアーケードゲーム『THE IDOLM@STER』の声優を務めていたため、このゲームの話題や情報がしばしば扱われた。2004年12月27日の配信回には同じく出演声優の若林直美や下田麻美を、2005年8月29日には若林直美、平田宏美を交えてのプチライブが開催されている。プチライブの回は例外として無料配信された。
- 番組は比較的好調であったが、番組の制作会社であるThe ZABICがコンテンツのテーマをヴィジュアル系バンドに移行させたために終了となった。その後、「itv24.com」はポータルサービス「OHkey!」に統合され、｢VisualStation｣にリニューアル、2008年4月をもって全サービスを終了している。

## 登場したコーナー
2005年以降、各コーナーでおたよりを紹介された視聴者にはポイント（おたより1枚につき1点。何でも食べます♪のみ2点）が付与され、合計ポイントと交換することで景品（サービス）をもらうことができた。生電話の8ポイントから始まり、最高は目覚まし時計の72ポイント。これとは別に読まれたおたよりは抽選箱に入れられ、毎月抽選で数名に中村・今井からのプレゼントがもらえた（プライベート写真を使ったサイン入り手作りうちわ、今井が羽織ったサイン入りパジャマセットなど）。
麻美・繪里子の何でも食べます♪
毎回視聴者から差し入れ（既製品のみで手作りは禁止）をしてもらい、それらを番組内で紹介し、2人で食べながらトークをするコーナー。番組開始当初から視聴者からさまざまな差し入れが届いており、それらを有効活用するためにコーナー化したようである。
お菓子、ケーキがほとんどだったが、たまに一般的に不味いと評されたり、かなりクセがあったりする食べ物（ノニジュース、蜂の子、亀ゼリーなど）も送られてきた。包丁やiPod miniなど、実用品が差し入れされることもあった。
その場ですべてを食べきるわけではなく、配信終了後に番組スタッフが余ったものを食べたり、開封せずに中村か今井のどちらかが自宅へ持ち帰ることもあった。その場合も添付されたおたよりは必ず読んでいた。
チェック・チェック・チェック
番組初期のコーナー。2人が視聴者に電話をかけ、雑談する。
ASAP（エ～サップ）
タイトルは「as soon as possible（出来るだけ早く）」の略。内容はいわゆるジェスチャーゲームである。中村と今井が演じたジェスチャーの意味を視聴者が推理し、メールで解答する。もっとも早く正解した視聴者およびブービー賞（2番目に遅く正解した視聴者。オンデマンド視聴者のための配慮）に賞品が贈られた。ゲスト出演した佐久間紅美がジェスチャーを演じたこともあった。
ユーアースペシャル
テーマを定めたメールを視聴者から募集し、紹介する。優秀な内容のメールを送った視聴者には、中村と今井から特別なメールが送られ、時には2人にやってほしいことをリクエストできる。プレゼントメールのアドレスは当コーナーのみで使用される、まさにスペシャルなものであった。中村と今井のユニット名「A.I.E.N」もこのコーナーで決定した。
HELL or HEAVEN
視聴者から様々な事柄や身近に起こったことについて、「○○は有りか無しか?」という内容で質問メールを募集し、中村が有り（HEAVEN）または無し（HELL）で一刀両断のもとに回答する。有り無しの質問は投稿者が固定されてしまったため、後にはどんな形式の質問でも良いことになった。
Everybody's Song
視聴者からお題となる言葉や事柄を募集し、エンディングで今井がお題を元に作った即興の歌を披露する。歌とは名ばかりで、適当なメロディや歌詞でお茶を濁すことも多く、ほとんど「語り」となっていたことすらあった。スタッフにより歌の途中でエンドマーク（またはED曲の『螺旋回廊』）を出され、強制的に終了するパターンが多かった。逆に、あまりにも適当過ぎるため、今井が終了の意思を示しても拒否され、終了が引き伸ばされたこともあった。
『PreStar』以前に今井がおたっきぃ佐々木と出演していた「itv24.com」の番組『itv教育』『さるもえ』にて、「あさみのうた」という同様のコーナーを行っていたが、MOS王子が同コーナーの復活を希望したことで配信されるようになった。
PreStar劇場
中村・今井によるショートドラマ。イラストに合わせ2人が声を当てていた。ドラマ内で使用されたBBSを実際に作成し、そこに書き込まれた視聴者からの記事が次回のストーリーに反映されることもあった。
プチPreStar劇場
「PreStar劇場」が制作に時間がかかるため、という体裁で配信されたコーナー。中村はセイウチの、今井は顔が書かれた大根のぬいぐるみを操り、アドリブの人形劇を繰り広げる。三題噺のように3つのキーワードが設定され、劇中に取り込まなくてはいけないのだが、最初の回では企画をよく分かっていなかった中村が「大根、海象（『セイウチ』だが中村は終始『うみぞう』と読んでいた）、ジューC」とキーワードをそのまま読んでしまったため即終了してしまった。後に「プチプリ妄想家族」とタイトルが変更された。

## 発表曲
いずれも、CDやDVD化、単独でのネット配信などはされていない。
2004年8月23日発表
- Happy PreStar（作詞：今井麻美、作曲編曲は不明）
- 螺旋回廊（作詞：中村繪里子、作曲編曲は不明）

2007年2月10日発表（「今井麻美・中村繪里子のA.I.E.N EVENT～バレンタイン感謝祭～」（後述）にて）
- 永遠の空

## 備考
- 番組終了から約1年後の2007年2月10日に、「今井麻美・中村繪里子のA.I.E.N EVENT～バレンタイン感謝祭～」がベノア銀座店にて開催された。A.I.E.Nとしてのイベントであり、『PreStar』と直接の関連は無かったが、本番組の映像の一部が放映されたり、ミニライブで2人がテーマ曲の『Happy PreStar』、『螺旋回廊』を歌ったりした。ミニライブでは、当時の中村と今井がそれぞれ出演していた『ラジオdeアイマSHOW!』、『THE IDOLM@STER RADIO』に関連する曲や、A.I.E.Nの新曲である『永遠の空』も披露された。
- 2011年放送のアニメ『アイドルマスター』の監督を務めた錦織敦史は、インターネットラジオ番組『アイマスタジオ』にて、『PreStar』を視聴していたことを匂わせるコメントを寄せており、『PreStar』で起きた「ゆうパックの箱を開ける際、ふたが中村の顔面を直撃した」というハプニングは、アニメ第15話の一シーンにて、中村と今井が演じたキャラクターである天海春香と如月千早によりほぼ完璧に再現された。